# Gacrux
Coordenadas:  12h 31m 09.95961s, −57° 06′ 47.5684″
Gamma Crucis (γ Cru, γ Crucis), também conhecida como Gacrux e Rubídea, é a terceira estrela mais brilhante da constelação de Crux (Cruzeiro do Sul) e a 24ª mais brilhante do céu noturno, com uma magnitude aparente de 1,63. De acordo com medições de paralaxe, está a uma distância de aproximadamente 88,6 anos-luz (27,2 parsecs), sendo a gigante vermelha (de tipo M) mais próxima da Terra.

## Propriedades físicas
Gacrux tem um tipo espectral de M3.5 III, o que significa que já passou pela sequência principal e se tornou uma gigante vermelha. Seu estágio evolutivo exato é incerto; calcula-se uma probabilidade de 29% de a estrela estar no ramo das gigantes vermelhas, com 71% de chance de estar em uma fase mais avançada. Embora seja apenas 50% mais massiva que o Sol, a esse estágio a estrela se expandiu para 84 vezes o raio solar. Está irradiando 820 vezes a luminosidade do Sol a uma temperatura efetiva de 3 630 K. É uma estrela variável semirregular com múltiplos períodos que variam entre 12,1 e 104,9 dias. A estrela foi alvo de um estudo de asterosismologia, que encontrou variações de brilho de até 5% com um período dominante de 22 dias. As pulsações também provocam pequenas variações na velocidade radial da estrela, também com um período na faixa de dezenas de dias.
Existem evidências de que Gacrux seja uma estrela binária. Sua atmosfera é rica em bário, o que geralmente é explicado pela transferência de material de uma estrela companheira mais evoluída que se tornou uma anã branca. Entretanto, nenhuma estrela companheira foi detectada. Uma estrela de classe A da sequência principal (tipo espectral A3V) e magnitude 6,45, conhecida como Gamma Crucis B, está situada a dois minutos de arco de Gacrux, mas está quatro vezes mais distante e portanto é apenas uma companheira óptica.

## Ocultações
A sonda Cassini observou várias ocultações de Gacrux pelos anéis de Saturno durante seus anos orbitando o planeta. Essas ocultações têm sido usadas para estudar as propriedades dos anéis.

## Na cultura
Como Gacrux está a uma declinação de aproximadamente −60° e não é visível da maior parte do hemisfério norte, não possui um nome tradicional. No entanto, ela era conhecida pelos gregos e romanos antigos, quando era visível a norte da latitude 40° devido à precessão dos equinócios. O astrônomo Ptolomeu a listou como parte da constelação de Centaurus.
Em chinês, 十字架 (Shí Zì Jià), significando Cruz, refere-se a um asterismo consistindo de γ Crucis, α Crucis, β Crucis e δ Crucis. γ Crucis em si é conhecida como 十字架一 (Shí Zì Jià yī, a Primeira Estrela da Cruz).
γ Cru é representada nas bandeiras da Austrália, Nova Zelândia e Papua-Nova Guiné como uma das cinco estrelas que compõem o Cruzeiro do Sul. Também aparece na bandeira do Brasil, onde representa o estado da Bahia.